# (4010) Nikolʹskij
(4010) Nikolʹskij ist ein Hauptgürtelasteroid, der am 21. August 1977 von Nikolai Stepanowitsch Tschernych vom Krim-Observatorium aus entdeckt wurde.
Der Asteroid wurde nach dem sowjetischen Astronomen Gennadij Mikhajlovich Nikolʹskij (1929–1982) benannt.